# Gisela Hahn
Gisela Hahn, nascuda Gisela Drenkhan, (Wąbrzeźno, Alemanya, actualment Polònia, 13 de maig del 1943) és una actriu de cinema alemanya. Ha aparegut en més de 40 pel·lícules des del 1964.

## Filmografia
Filmografia:
- Revenge, dirigida per Pino Tosini (1968)
- Li deien Trinidad (Lo chiamavano Trinità), dirigida per E. B. Clucher (1970)
- Gradiva, dirigida per Giorgio Albertazzi (1970)
- Viva la muerte... tua!, dirigida per Duccio Tessari (1971)
- Arriva Durango, paga o muori, dirigida per Roberto Bianchi Montero (1971)
- Zambo, il dominatore della foresta, dirigida per Bitto Albertini (1972)
- Commissariato di notturna, dirigida per Guido Leoni (1974)
- La revenja d'Ullal Blanc (Zanna Bianca alla riscossa), dirigida per Tonino Ricci (1974)
- L'amaro caso della baronessa di Carini, dirigida per Daniele D'Anza (1976)
- I padroni della città, dirigida per Fernando Di Leo (1976)
- Le seminariste, dirigida per Guido Leoni (1976)
- L'ultimo aereo per Venezia, dirigida per Daniele D'Anza (1977)
- Cosmo 2000 - Battaglie negli spazi stellari, dirigida per Alfonso Brescia (1978)
- White Pop Jesus, dirigida per Luigi Petrini (1980)
- Contamination, dirigida per Luigi Cozzi (1980)
- Banana Joe, dirigida per Steno (1982)